# Kamameshi
Kamameshi (釜飯,?  literalmente ‘arroz hirviendo’) es un plato de arroz tradicional de Japón que se cocina en una olla de hierro. Parecido al takikomi gohan, es un tipo de pilaf japonés cocinado con varios tipos de carne, marisco y verdura. Al cocerlo en una olla de hierro, el arroz se quema ligeramente en el fondo, lo que le da un sabor apetecible. Se vende a menudo como ekiben.

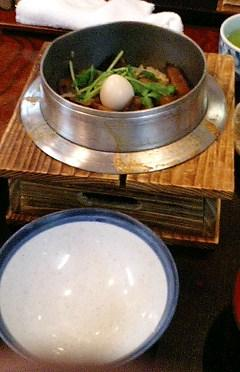
Kamameshi.

La cocina china también tiene un arroz preparado de forma similar, usando una olla de barro, llamado guō fàn (鍋飯) o en cantonés po chai fan (煲仔飯). Este estilo de cocina es popular en Cantón y Hong Kong.